# Pierwszy gabinet Scotta Morrisona
Pierwszy gabinet Scotta Morrisona – siedemdziesiąty drugi gabinet federalny Australii. Był tworzony przez blok partii centroprawicowych określany jako Koalicja, wśród których dwiema wiodącymi są Liberalna Partia Australii (LPA) i Narodowa Partia Australii (NPA).  Gabinet formalnie urzędował od 24 sierpnia 2018, przy czym większość jego członków złożyła przysięgę w dniu 28 sierpnia 2018. Po zwycięskich dla Koalicji wyborach w 2019 roku premier Morrison sformował swój drugi gabinet.

## Okoliczności powstania
W sierpniu 2018 wewnątrz LPA doszło do przesilenia, spowodowanego głównie aspiracjami konserwatywnego skrzydła partii, które pragnęło zastąpić zaliczanego do centrystów ówczesnego premiera Malcolma Turnbulla własnym kandydatem w osobie ministra spraw wewnętrznych Petera Duttona. Aby oczyścić sytuację, premier Turnbull zarządził w dniu 21 sierpnia wybory federalnego lidera LPA (a tym samym de facto premiera Australii), przeprowadzone na forum klubu parlamentarnego partii, który ma prawo decydować w sprawie. Turnbull pokonał wówczas Duttona, jednak przez kolejne trzy dni liczba popierających szefa rządu posłów i senatorów, a nawet ministrów, systematycznie spadała. W efekcie Turnbull został zmuszony do przeprowadzenia w dniu 24 sierpnia kolejnych wyborów, w których sam nie wziął już udziału. Zakończyły się one zwycięstwem Scotta Morrisona, który pokonał Duttona i Julie Bishop.
Jeszcze tego samego dnia Morrison został zaprzysiężony na premiera Australii, zaś nowy wicelider LPA Josh Frydenberg na ministra skarbu (teka wicepremiera jest tradycyjnie zarezerwowana dla lidera koalicyjnej NPA). Pełny skład gabinetu oraz rządu został podany do publicznej wiadomości 26 sierpnia, zaś zaprzysiężenie ministrów miało miejsce 28 sierpnia.

## Skład
| stanowisko                                                                             | osoba             | partia    | od               | do           |
| -------------------------------------------------------------------------------------- | ----------------- | --------- | ---------------- | ------------ |
| premier                                                                                | Scott Morrison    | LPA       | 24 sierpnia 2018 | 29 maja 2019 |
| wicepremier                                                                            | Michael McCormack | NPA       | 28 sierpnia 2018 | 29 maja 2019 |
| minister infrastruktury, transportu i rozwoju regionalnego                             | Michael McCormack | NPA       | 28 sierpnia 2018 | 29 maja 2019 |
| minister skarbu                                                                        | Josh Frydenberg   | LPA       | 24 sierpnia 2018 | 29 maja 2019 |
| minister służb regionalnych, sportu, samorządów lokalnych i decentralizacji            | Bridget McKenzie  | NPA       | 28 sierpnia 2018 | 29 maja 2019 |
| minister finansów i służby publicznej                                                  | Mathias Cormann   | LPA       | 28 sierpnia 2018 | 29 maja 2019 |
| wiceprzewodniczący Federalnej Rady Wykonawczej                                         | Mathias Cormann   | LPA       | 28 sierpnia 2018 | 29 maja 2019 |
| minister ds. ludności rdzennej                                                         | Nigel Scullion    | CLP / NPA | 28 sierpnia 2018 | 29 maja 2019 |
| minister obrony                                                                        | Christopher Pyne  | LPA       | 28 sierpnia 2018 | 29 maja 2019 |
| minister przemysłu zbrojeniowego                                                       | Steven Ciobo      | LNP / LPA | 28 sierpnia 2018 | 29 maja 2019 |
| minister spraw zagranicznych                                                           | Marise Payne      | LPA       | 28 sierpnia 2018 | 29 maja 2019 |
| minister handlu, turystyki i inwestycji                                                | Simon Birmingham  | LPA       | 28 sierpnia 2018 | 29 maja 2019 |
| prokurator generalny                                                                   | Christian Porter  | LPA       | 28 sierpnia 2018 | 29 maja 2019 |
| minister spraw wewnętrznych                                                            | Peter Dutton      | LNP / LPA | 28 sierpnia 2018 | 29 maja 2019 |
| minister komunikacji i sztuki                                                          | Mitch Fifield     | LPA       | 28 sierpnia 2018 | 29 maja 2019 |
| minister ds. zatrudnienia i relacji w miejscu pracy                                    | Kelly O’Dwyer     | LPA       | 28 sierpnia 2018 | 29 maja 2019 |
| minister ds. kobiet                                                                    | Kelly O’Dwyer     | LPA       | 28 sierpnia 2018 | 29 maja 2019 |
| minister ds. małych i rodzinnych przedsiębiorstw, kompetencji i szkolnictwa zawodowego | Michaelia Cash    | LPA       | 28 sierpnia 2018 | 29 maja 2019 |
| minister ds. zasobów i północnej Australii                                             | Matt Canavan      | LNP / NPA | 28 sierpnia 2018 | 29 maja 2019 |
| minister przemysłu, nauki i technologii                                                | Karen Andrews     | LPA       | 28 sierpnia 2018 | 29 maja 2019 |
| minister edukacji                                                                      | Dan Tehan         | LPA       | 28 sierpnia 2018 | 29 maja 2019 |
| minister zdrowia                                                                       | Greg Hunt         | LPA       | 28 sierpnia 2018 | 29 maja 2019 |
| minister ds. rodzin i służb społecznych                                                | Paul Fletcher     | LPA       | 28 sierpnia 2018 | 29 maja 2019 |
| minister rolnictwa i zasobów wodnych                                                   | David Littleproud | LNP / NPA | 28 sierpnia 2018 | 29 maja 2019 |
| minister środowiska                                                                    | Melissa Price     | LPA       | 28 sierpnia 2018 | 29 maja 2019 |
| minister energii                                                                       | Angus Taylor      | LPA       | 28 sierpnia 2018 | 29 maja 2019 |

źródło: